# 大友海
大友 海（おおとも かい、2001年6月26日 - ）は、日本の歌手、俳優、タレント。東海地方を拠点に活動する日本の5人組男性アイドルグループHi☆Fiveの元メンバーである。三重県出身。スターダストプロモーション制作2部所属。

## 略歴
2018年、MAG!C☆PRINCEの弟分グループとして新たにアイドルグループを結成するTOKAIスクールボーイズのオーディションに応募。応募総数5,075名の応募者の中からメンバーに選ばれ、芸能活動を開始する。2022年8月1日グループ卒業。

## 出演

### 映画
- ヒットマン・ロイヤー（2023年）

### 舞台
- ミュージカル『テニスの王子様』4thシーズン - 河村隆 役
  - 青学vs不動峰（2021年7月9日 - 8月29日）[6]
  - 青学vs聖ルドルフ・山吹（2022年7月5日 - 8月28日）[7]
  - 青学vs氷帝（2023年1月7日 - 3月5日）[8]
  - 青学vs六角（2023年7月15日 - 9月3日）[9]
  - 青学vs立海（2024年1月13日 - 3月2日）[10]
- 『ROCK MUSICAL BLEACH』〜Arrancar the Final〜（2025年2月8日 - 3月9日） - 檜佐木修兵 役[11]
- 『十二人の怒れる男』（2025年8月8日 - 11日） - 陪審員5号 役[12]
- 舞台『草野球リバーサル〜人生逆転草野球〜』（2025年8月28日 - 31日）